# Miyakea expansa
Miyakea expansa är en fjärilsart som beskrevs av Butler 1881. Miyakea expansa ingår i släktet Miyakea och familjen Crambidae. Inga underarter finns listade i Catalogue of Life.